# Olszanka (gmina Filipów)
Olszanka – wieś w Polsce położona w województwie podlaskim, w powiecie suwalskim, w gminie Filipów.
W latach 1975–1998 miejscowość należała administracyjnie do województwa suwalskiego.
| SIMC    | Nazwa          | Rodzaj    |
| ------- | -------------- | --------- |
| 1013128 | Morgi          | część wsi |
| 1013157 | Pod Filipów    | część wsi |
| 1013192 | Pod Starą Wieś | część wsi |

Urodził się tu Franciszek Sowulewski

## Znani ludzie
- Eugeniusz Złotorzyński (ur. 6 stycznia 1928 w Olszance, zm. 11 lutego 1996) – polski działacz partyjny i państwowy, wojewoda suwalski (1975–1981).